# Marian Bernaciak

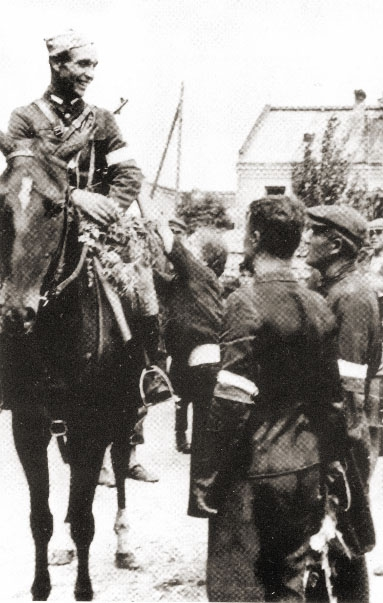
Marian Bernaciak podczas akcji „Burza” w Rykach. 26 lipca 1944 r.

Marian Bernaciak, ps. Orlik, Dymek (ur. 6 marca 1917 w Zalesiu, zm. 24 czerwca 1946 we wsi Piotrówek) – podporucznik rezerwy Wojska Polskiego, członek ZWZ-AK, dowódca oddziału partyzanckiego AK, a następnie Zrzeszenia WiN na Lubelszczyźnie.

## Życiorys
Był synem Michała Bernaciaka i Marii z domu Bliźniak. W 1937 r. ukończył Gimnazjum im. A.J. Czartoryskiego w Puławach. Następnie odbył roczną obowiązkową służbę wojskową w Mazowieckiej Szkole Podchorążych Rezerwy Artylerii w Zambrowie, którą zakończył w stopniu plutonowego podchorążego. Dostał przydział mobilizacyjny do 2 pułku artylerii ciężkiej. Pracował w urzędzie pocztowym w Sobolewie w powiecie Garwolin. Zmobilizowany w sierpniu 1939 r., podczas wojny obronnej 1939 r. walczył jako podporucznik rezerwy w 2 pac. Podczas obrony Włodzimierza Wołyńskiego po agresji ZSRR na Polskę dostał się do niewoli radzieckiej. Kilka tygodni później zbiegł z transportu jenieckiego na terenie ZSRR, wiozącego polskich oficerów do obozów, i powrócił w rodzinne strony. Prowadził księgarnię w Rykach i niewielką drukarnię w Dęblinie. W 1940 r. zaangażował się w działalność konspiracyjną w ramach ZWZ, a następnie AK. Był szefem Kedywu podobwodu „A” (Dęblin-Ryki) w Obwodzie AK Puławy. Od jesieni 1943 r., zagrożony aresztowaniem przez Gestapo, był zmuszony ukrywać się. 20 listopada 1943 r. utworzył grupę lotną, przekształconą w oddział partyzancki, na czele którego stanął. W maju 1944 r. jego oddział otrzymał kryptonim OP I/15 pułku piechoty AK „Wilków”. Przeprowadził on ponad 20 akcji bojowych przeciwko Niemcom. Dzięki jego postawie podczas akcji „Burza” w lipcu 1944 r. w Dęblinie uratowano przed zniszczeniem ważne obiekty wojskowe i gospodarcze, uchroniono ludność przed wywózką i znęcaniem się przez wycofujących się żołnierzy niemieckich. 26 lipca 1944 r. jego oddział zajął samodzielnie Ryki. W sierpniu 1944 r. na czele ok. 350 partyzantów podjął marsz w celu pomocy walczącej Warszawie, ale zakończył się on niepowodzeniem. Zagrożony internowaniem przez Sowietów, podjął decyzję o rozwiązaniu oddziału. Przez kilka miesięcy ukrywał się, poszukiwany przez NKWD.
W marcu 1945 r. odtworzył swój oddział z osób zagrożonych aresztowaniem. Początkowo podporządkował się Delegaturze Sił Zbrojnych na Kraj, a od września tego roku wszedł w skład Zrzeszenia WiN. Jesienią 1945 r. został mianowany dowódcą zgrupowania oddziałów WiN w Inspektoracie Rejonowym „Puławy”, a następnie zastępcą inspektora puławskiego ds. bezpieczeństwa jako referent bezpieczeństwa. Awansował wówczas do stopnia majora (według części źródeł – kapitana). Dowodzone przez niego zgrupowanie partyzantki niepodległościowej, jedno z największych na Lubelszczyźnie (działało na terenie powiatów garwolińskiego, puławskiego, łukowskiego, lubartowskiego, kraśnickiego i kozienickiego), liczące ok. 200 żołnierzy, a na wiosnę 1946 r. – ok. 160, przeprowadziło wiele akcji zbrojnych przeciwko władzom komunistycznym, m.in.:
- 13 kwietnia 1945 r. w Woli Zadybskiej rozbiło 3 grupy operacyjne KBW, które straciły 4 zabitych i 6 rannych żołnierzy oraz 1 zabitego i 1 rannego funkcjonariusza UB; 30 żołnierzy KBW zostało rozbrojonych;
- 24 kwietnia 1945 r. rozbiło Powiatowy Urząd Bezpieczeństwa Państwa w Puławach, uwalniając 107 więźniów i zabijając 5 ubeków i 2 milicjantów;
- 1 maja 1945 r. zajęło Kock, gdzie rozbroiło milicję i zatrzymało 3 ubeków, rozpędziło na rynku komunistyczny wiec, zorganizowany z okazji 1 maja i zorganizowało w jego miejsce wiec antykomunistyczny, a w czasie odwrotu z Kocka pod Annówką rozbiło grupę operacyjną UB, w wyniku czego zginęło 12 funkcjonariuszy, a 24 dostało się do niewoli; zostali oni rozbrojeni, rozmundurowani i puszczeni wolno;
- 24 maja 1945 r. stoczyło wraz z 50-osobowym oddziałem dywersji terenowej podobwodu „B” pod komendą ppor. Czesława Szlendaka ps. „Maks” zwycięską bitwę w Lesie Stockim z 680-osobową grupą operacyjną sił KBW, UB i NKWD, wyposażonych w transportery opancerzone; po całodziennej walce zginęło od 22 do 62 żołnierzy NKWD i 10 funkcjonariuszy MO i UB, w tym kpt. Henryk Deresiewicz, naczelnik Wydziału do Walki z Bandytyzmem WUBP w Lublinie i por. Aleksander Ligęza, oficer PUBP w Puławach[2],
- 15 czerwca zajęło Żelechów, gdzie rozbroiło posterunek MO i zlikwidowało kilku funkcjonariuszy UB;
- 27 lipca 1945 r. uwolniło z transportu pod Bąkowcem ok. 120 więźniów, w tym wielu żołnierzy podziemia niepodległościowego. Wśród uwolnionych znajdowali się ppłk Antoni Żurowski „Andrzej Bober” – dowódca VI Obwodu Warszawa-Praga Armii Krajowej i ppłk Henryk Krajewski „Trzaska” – dowódca 30 Poleskiej Dywizji Piechoty w akcji „Burza”.

W latach 1945–1947 plutony podporządkowane M. Bernaciakowi przeprowadziły najwięcej akcji dywersyjnych na Lubelszczyźnie, m.in.:
- 5 lutego 1946 r. we wsi Czernic w gminie Kłoczew rozbito grupę operacyjną KBW, która straciła 7 zabitych i kilku rannych, spalono dwa samochody KBW i zniszczono samochód z radiostacją KBW, a samą radiostację zabrano;
- 10 marca 1946 r. na szosie Warszawa-Lublin w rejonie Gończyc w pobliżu Garwolina stoczono potyczkę z oddziałem Armii Czerwonej, w której zginęło kilku żołnierzy sowieckich, a pluton stracił 1 zabitego i 1 rannego.

Zgrupowanie jako zwarta formacja działało do lipca 1945 r. Wskutek olbrzymiego nasycenia terenu regularnym wojskiem i siłami bezpieczeństwa, M. Bernaciak zmuszony był do zmiany taktyki. Podzielił swoje zgrupowanie na pojedyncze plutony i drużyny, które były zakonspirowane we wsiach i wspomagane przez terenowe struktury WiN. Umożliwiało to łatwą koncentrację zgrupowania i utrzymywanie stałej gotowości bojowej. Taktyka ta została zmieniona wiosną 1946 r., kiedy zgrupowanie zostało podzielone na dwa pododdziały. Pierwszy pododdział pod dowództwem Wacława Kuchnio ps. „Spokojny” działał na północy Inspektoratu, a drugi pod dowództwem Zygmunta Wilczyńskiego ps. Żuk – na południu. Źródłem dużych sukcesów M. Bernaciaka była jego umiejętność dowodzenia i częsta zmiana taktyki walki z wielokrotnie przeważającymi siłami wojskowymi i formacji bezpieczeństwa. Dzięki jego wysiłkom podporządkowane mu patrole i drużyny dywersyjne poza akcjami zbrojnymi prowadziły też intensywną działalność wywiadowczą, dotyczącą również spraw politycznych i społecznych, oraz propagandową. Główną część tej ostatniej stanowił druk i kolportaż prasy i ulotek w postaci komunikatów, informacji, apeli, tekstów okolicznościowych, z których najbardziej znanymi były Orlik do społeczeństwa z okazji referendum ludowego w 1946 r. oraz ulotka Katyń Puławski.
Do walki ze zgrupowaniem M. Bernaciaka władze zmobilizowały ogromne siły podzielone na grupy operacyjne, liczące łącznie kilkanaście tysięcy żołnierzy LWP, KBW oraz funkcjonariuszy MO i UB. Aresztowani zostali rodzice M. Bernaciaka oraz jego brat Lucjan, b. żołnierz AK. 24 czerwca 1946 r., kiedy M. Bernaciak wracał z kilkoma ludźmi z odprawy w Życzynie, został zaatakowany przez grupę żołnierzy wojsk saperskich z 1 Dywizji Piechoty, którzy ochraniali referendum, oraz oddział KBW koło wsi Piotrówek. Dwukrotnie ranny podczas próby przebicia się z okrążenia, popełnił samobójstwo. Zginął partyzant z jego oddziału – Leon Jankowski „Obarek”. W 2015 r. pion śledczy IPN ustalił, że wcześniejsze założenia co do prawdopodobnego miejsca pochówku Mariana Bernaciaka „Orlika” są błędne. Osoba, którą uważano za Mariana Bernaciaka, pod której imieniem i nazwiskiem miał być pochowany „Orlik” rzeczywiście istniała.
Aktualnie nie jest znane miejsce spoczynku ciała Mariana Bernaciaka.
Marian Bernaciak nie założył rodziny, ponieważ, jak sam twierdził, nie był czas ku temu.

## Odznaczenia i upamiętnienie
W rodzinnej wsi mjr. M. Bernaciaka, w Zalesiu, został postawiony upamiętniający go pomnik w formie pamiątkowego kamienia z inskrypcją oraz symbolami krzyża i Polski Walczącej.
25 czerwca 2006 r. w Piotrówku pod honorowym patronatem Prezydenta Rzeczypospolitej Polskiej Lecha Kaczyńskiego odbyły się uroczystości upamiętniające 60. rocznicę tragicznej śmierci majora Mariana Bernaciaka „Orlika”, bohaterskiego żołnierza Armii Krajowej i Zrzeszenia WiN.
Pośmiertnie, postanowieniem z 24 czerwca 2009 r. Prezydent RP Lech Kaczyński nadał mu za wybitne zasługi dla niepodległości Rzeczypospolitej Polskiej Krzyż Wielki Orderu Odrodzenia Polski. Wręczenie orderu rodzinie odbyło się 11 listopada z okazji Święta Niepodległości.
1 czerwca 1945 r. rozkazem nr 319 Delegata Sił Zbrojnych na Kraj mjr Marian Bernaciak „Orlik” został odznaczony Krzyżem Srebrnym Orderu Wojennego Virtuti Militari. Przekazanie odznaczenia nastąpiło dopiero 73 lata później, 1 czerwca 2018 r. w Muzeum Wojska Polskiego w Warszawie w sali Polskich Sił Zbrojnych. W imieniu poległego żołnierza Krzyż Srebrny odebrała z rąk Szefa Urzędu ds. Kombatantów i Osób Represjonowanych Jana Józefa Kasprzyka, Wanda Piotrowska, siostra „Orlika”.
Imię mjr. Mariana Bernaciaka „Orlika” nosi Koło Światowego Związku Żołnierzy Armii Krajowej w Rykach, pielęgnujące pamięć i tradycje „Orlika” i jego podkomendnych.
W Końskowoli działa 7 Drużyna Starszoharcerska im. mjr. Mariana Bernaciaka „Orlika” (Chorągiew Lubelska, Hufiec ZHP Puławy).
Wizerunek Bernaciaka znalazł się na wydanym w 2019 r. przez Pocztę Polską z okazji Narodowego Dnia Pamięci „Żołnierzy Wyklętych” w nakładzie 180 tys. sztuk znaczku pocztowym o nominale 2,60 zł zaprojektowanym przez Marzannę Dąbrowską.